# Урмікеєво
Урміке́єво (рос. Урмикеево) — присілок у складі Нижньосергинського району Свердловської області. Входить до складу Михайловського міського поселення.
Населення — 827 осіб (2010, 783 у 2002).
Національний склад станом на 2002 рік: татари — 98 %.